# Ars (Creuse)
Ars ist eine Gemeinde im Zentralmassiv in Frankreich. Sie gehört zur Region Nouvelle-Aquitaine, zum Département Creuse, zum Arrondissement Guéret und zum Kanton Ahun. Die Bewohner nennen sich die Arsois oder Arsoises. 

## Geographie
Sie grenzt im Nordwesten an Fransèches, im Norden an Saint-Martial-le-Mont, im Osten an Saint-Médard-la-Rochette, im Süden an Blessac, im Südwesten an Saint-Sulpice-les-Champs und im Westen an Saint-Avit-le-Pauvre. Das Siedlungsgebiet besteht aus den Ortschaften Afeuille, La Besse, Le Breuil, Champeauvier, Châtelard, Le Cher/Cheix, Chemaud/Chermeaux, Couchas/Conchas, Couvaud, Grandessard, Le Liboulier, La Lizolle, Le Monteil, Moulin-de-La-Borne, Nizerolles, Peyrelades, Le Puy, Le Puy-de-Semenon, Quéraud, Sémenon, Troix, Tuilerie d'Ars, Valade/Vallade-Basse, Valade-d'Ars, Villeloube, Villesauveix, Voutouery, Védignat, L'Oiseau-Blanc und Les Farges.

## Bevölkerungsentwicklung

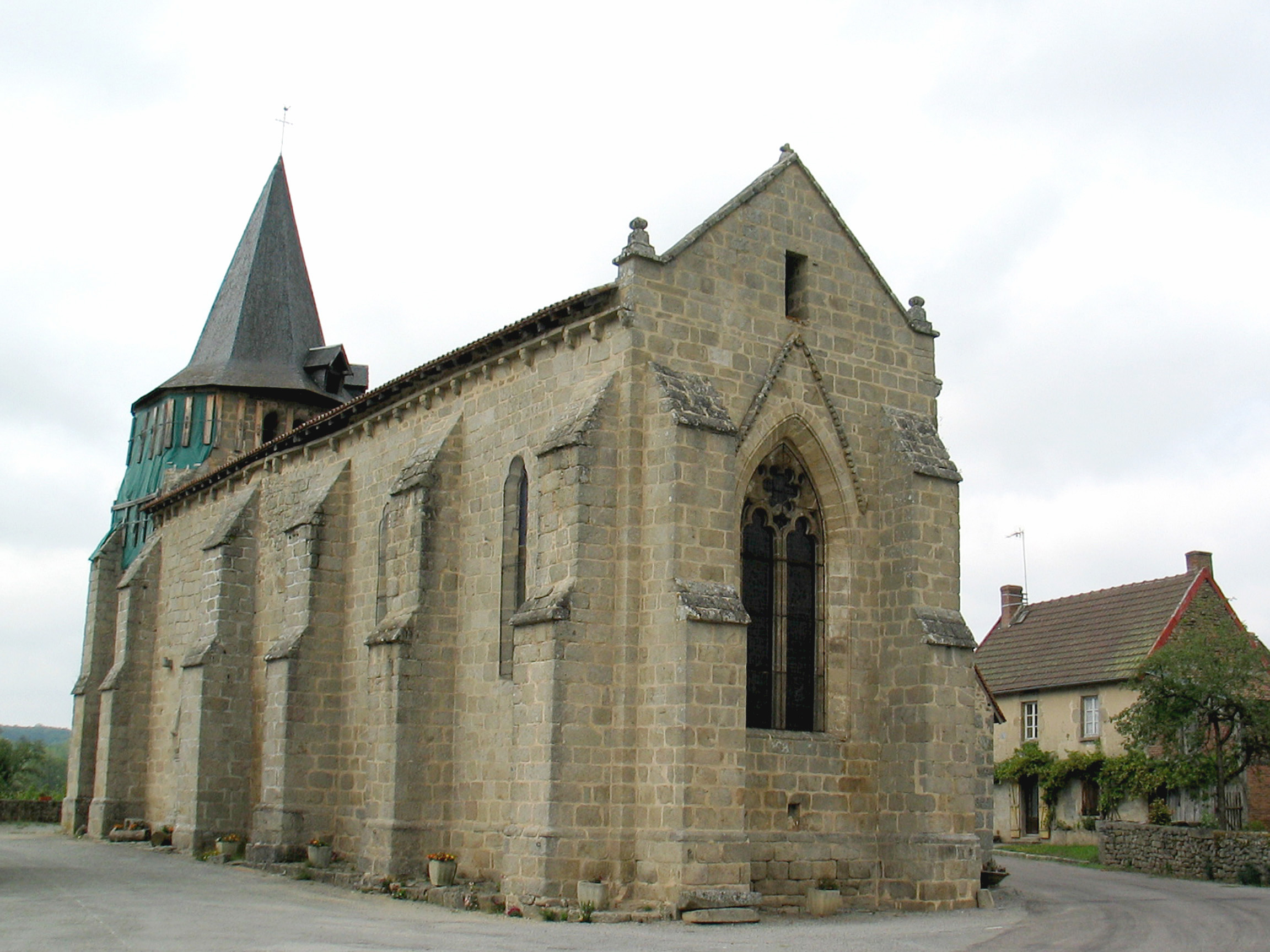
Romanische Kirche Saint-Barthélemy, seit 1983 Monument historique

| Jahr      | 1962 | 1968 | 1975 | 1982 | 1990 | 1999 | 2006 | 2008 | 2012 |
| --------- | ---- | ---- | ---- | ---- | ---- | ---- | ---- | ---- | ---- |
| Einwohner | 397  | 336  | 265  | 250  | 247  | 247  | 251  | 525  | 260  |